# Fredensborg (skib)
 For alternative betydninger, se Fredensborg (flertydig). (Se også artikler, som begynder med Fredensborg)
Fredensborg var en fregat bygget af det Vestindisk-guineisk Kompagni i København i 1752 eller 1753. Skibet blev døbt Cron Prindz Christian efter prinsen, der senere blev kong Christian 7. Fregatten blev sat ind i trekantsfart i slavehandelen. Handelen blev efterhånden begrænset til Caribien, som skibet sejlede til indtil 1756, hvor Vestindisk-guineisk Kompagni overtog driften. Ved den lejlighed blev skibet omdøbt til Fredensborg, opkaldt efter et af de dansk-norske forter på den afrikanske Guldkyst. og kom under kaptajn Espen Kiønigs kommando. Den 1. december 1768 sank Fredensborg i en storm ud for Tromøy ved Arendal i Norge. Vraget blev fundet af dykkere i september 1974, 206 år efter forliset.
Der findes ikke billeder af Fredensborg. Kort tid efter forliset byggede kompagniet et nyt skib også kaldet Fredensborg og med nøjagtigt samme mål. Også det nye skib gik i trekantsfart.

## Bemanding, udrustning og last
Med sig på den sidste sejlads havde kaptajnen en besætning på 40 mand. Skibsassistent Christian Andreas Hoffmann var kompaniets regnskabsfører og inspektør. Skibslæge var Joch Christopher Sixtus, der havde til opgave at holde liv i besætning og slaver. Tre af matroserne var norske. Letmatros Aye var fra Guldkysten. I rejseprotokollene er der detaljerede optegnelser over proviant og anden udrustning som våben. Skibet havde blandt andre ti firepunds kanoner, fire muskedonnere, 23 geværer, fire halvpunds svingbasser og fire halve trekanoner. I lasterummet havde skibet blandt andre 40 kasser skydevåben, 32.000 flintesten til brug i skydevåben, jernstænger, sko, tekstiler, dunke med halsbånd af vestindiske koraller og store mængder vin, brændevin og krudt. Det var varer, der skulle losses ved det danske handelsfort Christiansborg i Accra på Guldkysten i det nuværende Ghana.

## Rejsen fra København til Guldkysten
Fredensborgs sidste færd begyndte i København i juni 1767. Skibet passerede Kronborg i Øresund og som dansk-norsk skib skulle der ikke betales øresundstold. Lørdag den 27. juni havde skibet modvind fra sydvest, og kaptajnen besluttede at gå ind til udhavnen Merdø ved Arendal. Et skib som Fredensborg krydsede dårligt og måtte vente på vind fra den rigtige retning, for at kunne sejle videre. På Merdø var der mulighed for at købe billigt brændselstræ og supplere beholdningen af ferskvand. En matros var syg og afmønstrede, mens Christian Runge fra Arendal påmønstrede som ny matros. Besætningen var to søndage til gudstjeneste i Tromøy kirke. Efter et kortere ophold ved Merdø sejlede skibet videre til handelsfortet Christiansborg på Guldkysten, hvor varerne blev losset. Syv måneder blev skibet liggende på reden uden for Accra. Under det lange ophold omkom flere besætningsmedlemmer af tropefeber og ved ulykker, blandt andre kaptajn Kiønig og overstyrmanden. Derved måtte styrmand Johan Frantzen Ferentz overtage kommandoen på skibet. I Jesu Navn var de første ord han skrev i logbogen. Matros Runge blev efter dødsfaldene udnævnt til styrmand. Omsider blev 265 slaver, guld og elfenben lastet.

## Fra Guldkysten til Sankt Croix
Besætningen var reduceret til det minimale for sikker sejlads. Et par danske mænd fra handelsfortet ønskede at rejse hjem til Danmark og påmønstrede. En kvindelig passager kom også om bord; hun var rejst til Guldkysten med sin mand, men manden var død og hun måtte rejse hjem alene. Nogle af slavene blev dækslaver, der måtte hjælpe til med arbejdet om bord.
Den 23. april 1768 sejlede skibet mod Caribien og Sankt Croix. Kursen blev ikke lagt direkte vestover; skibet skulle først drive østover med Guineastrømmen, forbi Sao Tome og så nord- og vestover med den ækvatoriale strøm. Det gik langsomt; den 1. maj drev skibet tre sømil. Efterhånden fik de vind i nordøstpassagen. Slaverne blev solgt i Christiansted. Kompaniets agent havde annonceret salget, der foregik på selskabets egen gård i byen. Plantageejer Heinrich Carl von Schimmelmann købte den første dag, 18. juli, 16 mandlige og 2 drengeslaver. I kompaniets protokoller kan man se hvordan salget fandt sted dag for dag. Børneslaver og de syge slaver blev solgt til sidst.

## Fra Sankt Croix til forlis på Agdesiden
Til returrejsen til København, blev der i Christiansted lastet 277 fad sukker, 1044 baller tobak, 9 fad kanelbark, 4 baller bomuld, 300 planker mahognitræ og store mængder farvetræ (campechetræ). Der kom også tre slaver om bord, som var solgt videre til København, samt en dansk matros og tre nye passagerer. Den 14. september blev Fredensborg varpet (slæbt) ud af havnen i Christiansted.
Det blev en hård efterårssejlads over Nordatlanten. Riggen blev slidt i stykker, og en af slavene døde. I begyndelsen af november var det tilbage i Skagerrak. Vinden var ikke gunstig til sejlads sydover i Kattegat, hvorfor de søgte nødhavn i Sandefjord. Der lå slaveskibet i 16 dage. Riggen blev repareret og hjemsejladsen til København kunne fortsætte sydover i Kattegat. Men vinden snød, og de søgte sydvestover langs Agdesiden, og igen søgte de i nødhavn i Norge.

## Forliset
Tidligt om morgenen den 1. december 1768 blæste det op til storm, og skibet gik på grund ved Gitmertangen allerøstligst på Tromøy ud for Arendal. Besætningen, passagererne og de to slaver reddede sig i land.
Besætningen fik kaptajnens kiste indeholdende guld og skibspapirerne med sig. Den blev senere afleveret på kompagniets kontor i København. Skibets logbøger findes på Danmarks Rigsarkiv; skibets sidste rejse følges dag for dag.
Ved selve forliset omkom der ingen mennesker, men hele trekantsfarten havde kostet 48 menneskeliv: 30 slaver, 16 medlemmer af besætningen og to passagerer. Af den oprindelige besætning på 40 som forlod København var 15 døde. Tabstallet var noget nær gennemsnittet på trekantsfarten.

## Marinarkæologiske undersøgelser
I september 1974 blev Fredensborgs vrag fundet af dykkere, og marinarkæologiske udgravninger blev sat i gang allerede i 1975 af Norsk Sjøfartsmuseum og i 1977 af Aust-Agder-Museet. Vraget anses for at være det bedst dokumenterede europæiske slaveskib fra denne periode.